# 石巻町 (豊橋市)
石巻町（いしまきちょう）は、愛知県豊橋市の町名。

## 地理
豊橋市の北東部に位置し、静岡県との県境を持つ。
石巻山多米県立自然公園に指定されている。
丁目は持たないが、小字が振られている。

### 山岳
- 石巻山

### 河川
- 神田川
  - 三輪川
  - 田川

### 湖沼
- 三ツ口池

### 小字
| - 字間場（あいば） - 青木（あおき） - 赤ザリ（あかざり） - 荒木（あらき） - 新屋（あらや） - 池上（いけがみ） - 池下（いけした） - 岩田（いわだ） - 内屋敷（うちやしき） - 会下（えげ） - 大入（おおいり） - 大亀（おおかめ） - 奥屋敷（おくやしき） - 乙北山（おつきたやま） - 金割（かなわり） - 上浦（かみうら） | - 上屋敷（かみやしき） - 川添（かわぞえ） - 北屋敷（きたやしき） - 北山甲（きたやまこう） - 小柴（こしば） - 沢渡（さわたり） - 下屋敷（しもやしき） - 新川（しんかわ） - 中白（ちゅうしろ） - 丁田（ちょうだ） - 出口（でぐち） - 寺前（てらまえ） - 東頭（とうず） - トチ（とち） - 中瀬古（なかぜこ） - 仲ノ坪（なかのつぼ） | - 中屋敷（なかやしき） - 西浦（にしうら） - 西屋敷（にしやしき） - 野田（のだ） - 馬場（ばば） - 平石（ひらいし） - 深田（ふかだ） - 札辻（ふだつじ） - 堀合（ほりあい） - 前田（まえだ） - 前屋敷（まえやしき） - 三口（みくち） - 南山（みなみやま） - 宮裏（みやうら） - 門前（もんぜん） - 薮下（やぶした） |

## 歴史
愛知県八名郡三輪村を前身とする。
1906年7月1日に多米村、三輪村、玉川村、嵩山村、西郷村が合併し、石巻村となる。大字は継承される。
1955年、豊橋市へ編入される。大字三輪は石巻町に継承された。

## 交通
- 愛知県道31号東三河環状線

## 世帯数と人口
2019年（平成31年）4月1日現在の世帯数と人口は以下の通りである。
| 町丁   | 世帯数    | 人口    |
| ------ | --------- | ------- |
| 石巻町 | 1,158世帯 | 2,951人 |

### 人口の変遷
国勢調査による人口の推移
| 1995年（平成7年）  | 2,716人 | [ 5 ] |  |
| 2000年（平成12年） | 2,770人 | [ 6 ] |  |
| 2005年（平成17年） | 3,030人 | [ 7 ] |  |
| 2010年（平成22年） | 2,889人 | [ 8 ] |  |
| 2015年（平成27年） | 2,937人 | [ 9 ] |  |

## 学区
市立小・中学校に通う場合、学区は以下の通りとなる。また、公立高等学校に通う場合の学区は以下の通りとなる。
| 番・番地等 | 小学校             | 中学校             | 高等学校 |
| ---------- | ------------------ | ------------------ | -------- |
| 全域       | 豊橋市立石巻小学校 | 豊橋市立石巻中学校 | 三河学区 |

## 施設
- 豊橋市立石巻小学校
- 豊橋市立石巻保育園
- むさしの幼稚園
- 石巻運動広場
- 石巻自然科学資料館
- 石巻神社
- 東頭神社
- 玉泉寺
- 東光寺

## その他

### 日本郵便
- 郵便番号 : 441-1112[3]（集配局：石巻郵便局[12]）。

## 参考資料
- 「角川日本地名大辞典」編纂委員会 編『角川日本地名大辞典 23 愛知県』角川書店、1989年3月8日。ISBN 4-04-001230-5。
- 有限会社平凡社地方資料センター 編『日本歴史地名体系第23巻 愛知県の地名』平凡社、1981年。ISBN 4-582-49023-9。